# ジョン・L・ヘルム
ジョン・ラルー・ヘルム（英: John LaRue Helm、1802年7月4日 - 1867年9月8日）は、19世紀アメリカ合衆国の政治家、弁護士、事業家であり、第18代および第24代ケンタッキー州知事を務めた。ただし、実際に知事を務めた期間は2回を合わせても14か月に満たない。ハーディン郡を代表してケンタッキー州議会上下両院の議員に選ばれており、下院議長は4回務めた。1838年、アメリカ合衆国下院議員に選ばれる唯一のチャンスがあったが、対抗馬のウィリス・グリーンに浚われた。
ヘルムは1826年にケンタッキー州議会下院議員に初めて選ばれた。1826年から1843年の間で、1年任期の下院議員に11回選出された。1844年には州議会上院議員に選出され、クリッテンデン妥協で著名なジョン・クリッテンデンの副知事候補にホイッグ党から指名されたときまで、この職を務めた。1848年の選挙では、クリッテンデンが州知事に、ヘルムが副知事に当選した。さらに1850年7月31日、ミラード・フィルモア大統領の内閣で、クリッテンデンが司法長官の指名を受け入れたことに伴い、クリッテンデンが知事職を辞したので、ヘルムが知事に昇格した。ヘルムは知事を辞めた後で、苦闘していたルイビル・アンド・ナッシュビル鉄道の社長になった。この事業に多くの私財を投じ、本線沿線の住人に会社の株を買うよう説得した。1859年、鉄道が完成したが、翌年、テネシー州メンフィスまで延伸されることになる支線に関して取締役会と意見が合わずに社長を辞任した。
南北戦争のとき、アメリカ合衆国からの脱退に公然と反対していたが、北軍はヘルムを南軍の同調者と考えた。1862年9月、南軍同調の容疑で逮捕されたが、州知事のジェイムズ・F・ロビンソンが、ヘルムがルイビルの刑務所に移送されるところを認めて釈放させた。戦後は民主党員となり、1865年の選挙でハーディン郡から上院議員に当選した。1867年には民主党の州知事候補者になった。このとき健康を害していたが、州内で活発な遊説を行い、選挙では当選した。しかしヘルムはあまりに弱っていて、就任宣誓をおこなうためにフランクフォートまで行くことができず、州の役人がヘルムの自宅に来て1867年9月3日に就任式を取り仕切った。ヘルムはその5日後に死亡した。

## 初期の経歴
1780年、ヘルムの祖父トマス・ヘルムが、バージニア州プリンスウィリアム郡からケンタッキー州に移転し、ハーディン郡のエリザベスタウン近くのヘルム・ステーション開拓地を設立した。ヘルムはそこで1802年7月4日に生まれた。父は農夫で政治家のジョージ・B・ヘルム、母はレベッカ・ラルー・ヘルムであり、その間に生まれた9人の子供のうち、総領だった。母は著名な地元パイオニア家系の生まれだった。
ヘルムは地域の公立学校に入学し、著名な教育者ダフ・グリーンの教えを受けた。14歳の時に、父が財務的苦境に陥り、ヘルムは家族の農園に戻って働いた。1818年、ハーディン郡巡回裁判所事務官サミュエル・ヘイクラフトの事務所で実入りの良い職を得た。そこではヘイクラフトと共に法律を勉強し、1821年にはベン・トービンの法律事務所に入った。
この頃、父はテキサス州に行って、事業を始め、財政を立て直そうとしたが、1822年にそこで死に、ヘルムには母と兄弟の面倒を見る責任が生じた。1823年には法廷弁護士として認められた。同じ年にミード郡が設立された。この新郡にはまだ弁護士が居なかったので、ヘルムはハーディン郡で生活しながらミード郡の郡検察官になった。その法律実務は急速に拡大し、間もなく父の負債を支払えるようになり、ヘルムの家産を購入した。1832年から1840年、その土地にヘルムプレースを建設し、それが生涯の自宅になった。
1823年、ヘルムはアメリカ合衆国下院議員のベンジャミン・ハーディンを訪問していた。ハーディンとヘルムが仕事の話をしているときに、ハーディンの14歳になる娘ルシンダが部屋に入ってきて、描いたばかりの地図を父に見せた。ヘルムは後にそれが一目惚れだったと言っており、ルシンダの愛を求め始めた。二人は7年間交際し、1830年に結婚して6人の娘と5人の息子をもうけた。その息子の1人ベンジャミン・ハーディン・ヘルムは南北戦争のときに南軍の将軍となり、チカマウガの戦いで戦死した。

## 政歴

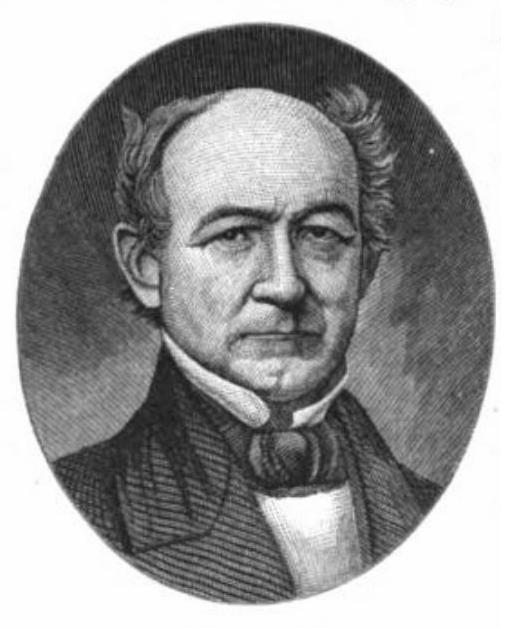
ヘルムの版画

ヘルムが法律の訓練をしていたときに、ケンタッキー州における大きな政治問題は、旧裁判所・新裁判所論争だった。1819年恐慌以来苦難にあったケンタッキー州民は負債に対する救済を要求した。それに応えてケンタッキー州議会は、債権者がケンタッキー銀行の紙幣での支払を受け入れない限り、債務者はその債務返済を2年間延長できるとした法を成立させた。ケンタッキー州控訴裁判所がこの法をアメリカ合衆国憲法の契約条項に違背していると主張して無効とした。怒った議会は控訴裁判所の判事を弾劾しようとしたが、それに必要な議会の3分の2多数を確保できていなかった。その代わりに控訴裁判所を廃止し、救済派の知事ジョン・アデアに同調的な判事で埋めた新しい裁判所を創り置き換えた。双方の裁判所がケンタッキー州の最終審であると主張した。
ヘルムは1825年を通じてハーディン郡や周辺郡に旧裁判所を奉じる演説を行い小冊子を配布した。1826年にはホイッグ党員としてケンタッキー州下院議員の議席を求める選挙運動を行った。ヘルムはこれに当選し、24歳だったので当時ケンタッキー州議会では最年少議員になった。この選挙では両院で旧裁判所派が多数となり、新裁判所を廃する法を通した。
ヘルムは1827年と1830年にも下院議員に再選され、1833年から1837年は毎年選ばれた。1835年と1836年は下院議長を務めた。1837年の場合は議長の座を巡って、ヘルム、ジェイムズ・T・モアヘッド、ロバート・P・レッチャーの3人が争った。9回投票が行われた後で、ヘルムが撤退し、レッチャーが選ばれることになった。
1838年、ヘルムは生涯で唯一アメリカ合衆国議会下院議員選挙に出馬したが、ウィリス・グリーンに敗れた。1839年にはケンタッキー州下院議員に復帰し、1842年と1843年にも再選され、下院議長も務めた。1843年、ケンタッキー州議会はハーディン郡の一部から新郡の創設を提案し、ヘルムの栄誉を称えてヘルム郡とした。この件について少数の議員が不満を表明したので、ヘルムはその栄誉を辞退し、その代わりに母の家系の者が新郡の範囲に多く住んでいたので、ラルー郡と呼ぶことを提案し、それは全会一致で採択された。

### 副知事と州知事

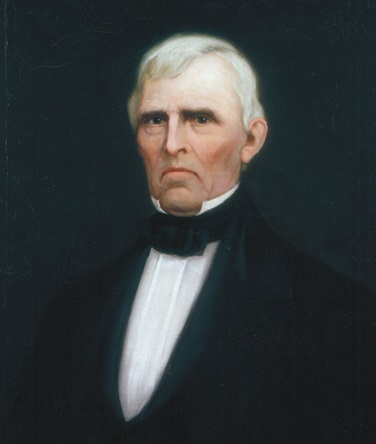
ジョン・クリッテンデン、1850年7月31日にクリッテンデンの跡をヘルムが継いだ。肖像画は1909年にフェルディナンド・G・ウォークが制作

1844年、ヘルムはケンタッキー州上院議員に選ばれ、これを1848年まで務めた。1848年にはホイッグ党からジョン・クリッテンデンを州知事候補に選び、その副知事候補としてヘルムが選ばれた。選挙では民主党のジョン・プレストン・マーティンを破って当選した。この副知事であった時期にケンタッキー州での大きな政治問題は、新しい州憲法を採択するかということだった。1848年には上院議員として、住民投票でこの問題を判断させることに賛成票を投じたが、憲法制定会議で策定された文書を見た後では、その批准に反対した。1850年に州上院の議場で行った演説では、「私は改革には賛成するが革命には賛成しない。憲法の修正には賛成するが、それに含まれる重要な原則を全て消し去ることではない」と宣言した。特に司法官を選挙で選ぶ制度を作ることに反対した。この憲法に対する反対で、義父のベンジャミン・ハーディンとの関係が悪化した。この2人の関係は、ハーディンが死の床に就いた1852年まで改善されなかった。新憲法は1850年に採択され、同年6月にヘルムは州民にそれを受容するよう要請した。
クリッテンデン知事は、ミラード・フィルモア大統領の司法長官指名を受け入れるために、1850年7月31日付けで辞任し、ヘルムが知事に昇格した。知事としてのヘルムは州の減債基金から引き出した金で公共教育の赤字を埋める議会計画に対して拒否権を使ったが、議会がその拒否を無効にした。ヘルムは議会に対して、州内鉱物資源の調査を行う資金手当を提案し、さらに農業や製造の資源を調査するよう促した。内国改良への支出を要請し、裁判官により的確な人材を求めるために、裁判官の給与引き上げを提案した。また秘匿された武器を携行することの禁止を求めた。議会はこれら改革提案のどれも採用しなかった。議会を通じて唯一実行されたヘルムの提案は選挙改革だった。

## ルイビル・アンド・ナッシュビル鉄道の社長
1852年アメリカ合衆国大統領選挙では、ヘルムはウィンフィールド・スコットの大統領選挙人になった。この後12年間は政界を離れていた。既に1836年にはルイビル・アンド・ナッシュビル鉄道の建設を提案していた。1854年10月2日、ヘルムはその鉄道会社の2代目社長になった。前任社長はルイビル市の市政委員と折り合いが悪くてその地位から追い出されており、鉄道の建設はほとんど中断されそうになっていた。
ヘルムは鉄道の本線沿いの住民に、それがもたらす経済効果を熱心に説いた。住民の多くを説得して鉄道のために土地を開き、平にさせ、報酬として会社の株を受け入れさせ、同じ地域の住民には株式予約権を販売することに成功した。労務費が上がり、また資材を運搬するときの問題などで計画予算よりも出費が上回ったので、ヘルムは私財2万ドル（2014年換算で52万ドルに相当）を会社の債券に換えた。一方で、ヘルムの会社経営ミスを咎める者もいた。1857年にルイビル市が資金援助として30万ドル（2014年換算で759万ドルに相当）を拠出したときに会社の資産が改善され、鉄道は1859年10月18日に開通した。ヘルムの影響力もあり、鉄道の認可には全ての列車がエリザベスタウンで停車することが求められた。
鉄道が開通したときまでに、ヘルムに辞任を求める声が会社の内外から起こっていた。これは提案されていたメンフィス支線をヘルムが支持したことが大きな原因だった。この支線を完成させるためには、会社がボーリンググリーンからガスリーまでの路線を完成させる必要があった。そこでメンフィス・アンド・オハイオ鉄道が所有する路線と接続し、テネシー州クラークスビルで州境を越えてメンフィスまで延伸する筈だった。この支線を支持する者は、経済的にルイビル・アンド・ナッシュビル鉄道とメンフィス・アンド・オハイオ鉄道の双方に有利となり、ミシシッピ川やオハイオ川への依存度を下げられると考えた。支線に反対する者は、この計画が苦闘する鉄道に新たな支援を喚起する策略に過ぎないと主張した。ヘルムは1857年の年間報告書でメンフィス支線を肯定していた。
1860年2月4日、取締役会のメンバー2人が、ヘルムの辞任を求める文書を起草した。彼等はルイビルとナッシュビルの間の本線が完成した暁にヘルムが辞任するという諒解で、社長再選に賛成したと主張した。ヘルムはローガン郡の住民に借りがあると主張した。ヘルムはその多くに自ら株を売っており、ローガン郡を通ってメンフィス支線が開通されるまで社長に留まると約束していたからだった。しかしヘルムと取締役達との間の亀裂は広がり続けた。ヘルムは1860年2月21日に社長を辞任し、後任にはジェイムズ・ガスリーが座った。メンフィス支線は1860年9月24日に開通した。

## 南北戦争と知事としての2期目

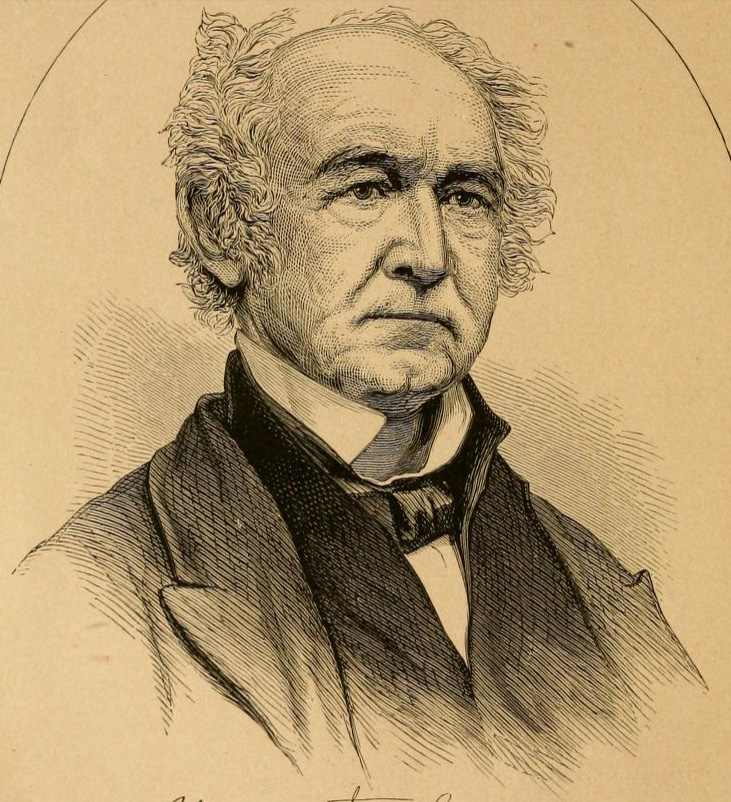
晩年のヘルム、版画

1861年1月8日、ヘルムはルイビルで行われた集会を主宰した。この集会は南北戦争におけるケンタッキー州の中立を提案した。ヘルムはアメリカ合衆国からの脱退に強く反対する者であったが、エイブラハム・リンカーンの大統領選出を非難し、南部州を従わせるために軍事力を使うことも非難していた。ヘルムの息子ベンジャミンが南軍に加わることを止めなかったので、連邦政府当局はヘルムを南部の同調者に分類した。
元州知事のチャールズ・S・モアヘッドを連邦当局が逮捕したことを知ったヘルムは、自身も逮捕されることを怖れ、ボーリンググリーンに逃亡した。その後ワーナー・アンダーウッドの仲介により、憲法への忠誠を誓うという条件で自宅に戻ることができた。それでも北軍の兵士が繰り返し家に入ってきて、奴隷達に主人を捨てるよう奨励し、収穫物を消費したり、損耗したりした。州の裁判所が戦争のために閉鎖されたので、法律実務で生活の糧を稼ぐこともできなかった。そこそこあった蓄えが瞬く間に消費され、家族を養うために借金に頼るようになった。
1862年9月、ヘルムやハーディン郡の市民数人がノックス大佐によって逮捕された。エリザベスタウンで数日間拘束された後、ルイビルに送られることになった。偶々州知事のジェイムズ・F・ロビンソンがその集団の中にいるヘルムを認め、ジェレマイア・ボイル将軍に釈放するよう交渉してくれた。ヘルムが家に戻ってから間もなく、チカマウガの戦いで息子のベンジャミンが戦死したことを知った。
戦後、ヘルムは民主党に入り、1865年には州議会上院議員に復帰した。その任にある時に連邦関係委員会の委員長を務め、元南軍支持者に対する懲罰的で制限のある法と戦った。1866年1月22日、上院で戦争中のアメリカ合衆国議会の行動に対して抗議の演説を行った。州に残されていた権限を連邦政府に認め、南部州の多くの者が議会に出ていないときに成立されたという根拠でレコンストラクション憲法修正条項を非難した。解放奴隷局の創設と運営についても非難した。1867年1月29日、ヘルムは議会に、アンドリュー・ジョンソン大統領と連邦を回復するためのその努力を支援するために、ルイビルで集会を開くことを提案した。
1867年2月22日、民主党ケンタッキー州会議がフランクフォートで開催され、ヘルムを州知事候補に、ジョン・W・スティーブンソンを副知事候補に選出した。ヘルムはこの指名を受け入れるために、上院議員の職を辞した。ヘルムの健康状態は衰えていたが、州全体を遊説して歩くことに決めた。戦争の苦痛を終わらせ、南軍に加担した者に対する追放処置を終わらせる呼びかけを続けた。選挙では共和党のシドニー・バーンズや第3政党の候補者ウィリアム・B・キンキード判事を破って当選した。
骨の折れる選挙運動を行ったことで、既に弱っていたヘルムの肉体を極限まで追いつめることになった。ヘルムは弱っていて就任のためにフランクフォートまで行くことができず、1867年9月3日に自宅で就任宣誓が行われた。ヘルムの州務長官がハーディン郡庁舎で知事の就任演説を読み上げた。その中で、元南軍支持者の政治的不能状態を回復させる意図を繰り返し強調した。また連邦議会は州の事情にちょっかいを出し過ぎているとも非難した。ヘルムは黒人に対する保護を約束したが、黒人の選挙権付与という概念には反対した。
ヘルムは知事就任から5日後の1867年9月8日に死んだ。ヘルムプレースの加須窪地に埋葬された。ヘルムプレースは1976年11月9日にアメリカ合衆国国家歴史登録財に指定された。

## 関連図書
- Morton, Jennie Chinn (September 1905). “Sketch of Governor John L. Helm”. The Register of the Kentucky Historical Society 3:  pp. 11–14.